# Teenage Lament '74
"Teenage Lament '74" es una canción escrita por Alice Cooper y Neal Smith, publicada en el álbum Muscle of Love.
La canción alcanzó la posición #12 en la lista británica UK Singles Chart en 1973. También logró la posición #16 en Irlanda, #43 en Alemania, #48 en la lista Billboard Hot 100 estadounidense y #89 en Australia.

## Créditos
- Alice Cooper – voz
- Glen Buxton – guitarra
- Michael Bruce – guitarra
- Dennis Dunaway – bajo
- Neal Smith – batería
- Dick Wagner – guitarra